# Austwell (Teksas)
Austwell je grad u američkoj saveznoj državi Teksas. Prema popisu stanovništva iz 2010. u njemu je živjelo 147 stanovnika.